# 科特兰
科特兰（英語：Cortland）是美国纽约州科特兰县的一个城市，也是科特兰县县治，建于1900年。科特兰位于该县西部，为科特兰维尔镇所环绕。其地处雪城与宾汉姆顿之间。2010年美国人口普查时，该镇有19204人。